# Čeremisinovskij rajon
Il Čeremisinovskij rajon (in russo Черемисиновский район?) è un rajon dell'Oblast' di Kursk, nella Russia europea; il capoluogo è Čeremisinovo. Istituito nel 1928, ricopre una superficie di 813 chilometri quadrati e consta di una popolazione di circa 10.000 abitanti.